# The Way of Zen
The Way of Zen (Der Weg des Zen) ist ein 1957 erschienenes Sachbuch über den Zen-Buddhismus und die östliche Philosophie des Philosophen und Religionswissenschaftlers Alan Watts. Das Buch erschien in deutscher Sprache in der Übertragung durch Manfred Andrae unter dem Titel Zen-Buddhismus. Tradition und lebendige Gegenwart 1961 in Rowohlts deutscher Enzyklopädie. Es war ein Bestseller und spielte eine wichtige Rolle bei der Einführung des Buddhismus bei einem meist jungen westlichen Publikum.

## Inhalt
Der Weg des Zen ist in zwei Abschnitte unterteilt, wobei sich der erste Abschnitt mit dem Hintergrund und der historischen Entwicklung des Zen-Buddhismus beschäftigt sowie auf die Prinzipien und Praktiken konzentriert. Der zweite Teil enthält vertiefende Abschnitte wie "Leer und wunderbar", "Still sitzen, nichts tun", "Zazen und das Koan" und "Zen und die Künste."
Watts zeichnet den Ursprung des Zen-Buddhismus als eine Synthese aus chinesischem Taoismus und Mahayana-Buddhismus nach. Er führt den Leser in eine Vielzahl östlicher philosophischer Konzepte wie Wu wei, Mittlerer Weg und Anatman ein. Watts stellt die westliche philosophische Tradition als inhärent begrenzt durch das strikte Festhalten an logischen Strukturen dar, im Gegensatz zur östlichen Philosophie, die nicht durch diese Strukturen gebunden sei.